# Gelio Máximo
Gelio Máximo (en latín, Gellius Maximus, muerto en 219) fue un usurpador (Imperio romano) contra el emperador Heliogábalo.
Gelio Máximo era el hijo de un médico y miembro del Senado. Sirvió como oficial en el Legión IV Scythica en Siria y se aprovechó de la confusión durante el reinado de Heliogábalo para proclamarse emperador. La rebelión se extinguió pronto, y Gelio Máximo fue ejecutado.